# Agrilus mendax
Agrilus mendax es una especie de insecto del género Agrilus, familia Buprestidae, orden Coleoptera.
Fue descrita científicamente por Mannerheim, 1837.